# Giovanni Antonio Farina
Giovanni Antonio Farina (Gambellara, 11 gennaio 1803 – Vicenza, 4 marzo 1888) fu vescovo di Treviso e poi di Vicenza, fondatore della congregazione delle Suore Maestre di Santa Dorotea, figlie dei Sacri Cuori. È venerato come santo dalla Chiesa cattolica.

## Biografia

### Origini e studi
Giovanni Antonio Farina, nacque a Gambellara (Vicenza) l'11 gennaio 1803, secondo dei cinque figli di Pietro Farina e Francesca Bellame. Fin dall'infanzia fu educato allo studio e alla pratica religiosa da uno zio paterno, per lunghi anni parroco di Cereda, frazione di Cornedo Vicentino, una piccola comunità sui colli della Valle dell'Agno.
A quindici anni entrò nel seminario vescovile di Vicenza dove frequentò tutti i corsi distinguendosi per una particolare attitudine allo studio. A 21 anni, mentre ancora frequentava i corsi di Teologia, venne destinato all'insegnamento nella scuola di Grammatica del seminario.

### Ministero sacerdotale
Ricevuta nel 1827 l'ordinazione sacerdotale, rimase come docente in seminario per 18 anni, dove ricevette gli incarichi di maestro di Umanità, di Teologia pastorale, di Sacra eloquenza, di Metodica, di Catechetica e dove divenne anche bibliotecario e vice direttore dello studio teologico; fu anche canonico della cattedrale. Durante i primi 10 anni di sacerdozio prestò anche servizio come cappellano nella parrocchia cittadina di San Pietro, dove evidenziò la sua sensibilità di educatore in istituzioni scolastiche e nella elevazione culturale e morale delle ragazze della parrocchia, spesso abbandonate a sé stesse; in particolare, sostenne e innovò l'educazione e l'istruzione delle ragazze sorde e cieche.
In questa parrocchia, costituita per la gran parte da famiglie operaie, nel 1827 era stata portata da don Luca Passi l'Opera di Santa Dorotea e, nel febbraio dell'anno seguente, era stata istituita la Pia scuola di carità per le fanciulle povere. Don Antonio Farina fin dagli inizi si prese a cuore l'Opera e nel 1831 la innestò nell'altra della Pia scuola che minacciava di estinguersi; fino al 1836 le maestre furono persone secolari non vincolate da voti, ma in quell'anno - anche per dare maggiore stabilità all'istituzione - Farina favorì la costituzione di un gruppo di tre nuove maestre, che vivevano in comune e alle quali dette una regola; era l'origine delle Suore Maestre di Santa Dorotea, figlie dei Sacri Cuori, un Istituto religioso femminile che si è esteso nel tempo in Italia e in altre nazioni, dedicandosi all'istruzione e all'educazione cristiana della gioventù e prestando servizio anche negli ospedali e in istituzioni formative.

### Ministero episcopale
Nel 1850 con decreto imperiale fu nominato vescovo di Treviso e confermato da papa Pio IX, ricevendo la consacrazione episcopale il 19 gennaio 1851 nella Cattedrale di Vicenza. Nella diocesi trevigiana, dove fece il suo ingresso il 16 febbraio 1851, iniziò subito la visita pastorale e organizzò in tutte le parrocchie associazioni per l'aiuto materiale e spirituale agli indigenti, tanto da essere chiamato "il vescovo dei poveri".
Incrementò la pratica degli esercizi spirituali e l'assistenza ai sacerdoti poveri e infermi; curò la formazione dottrinale e culturale del clero e dei fedeli, l'istruzione e la catechesi della gioventù. L'intero decennio del suo episcopato a Treviso fu turbato da questioni giuridiche con il Capitolo della cattedrale, che gli crearono profonda sofferenza e condizionarono la realizzazione del suo programma pastorale frenando molte iniziative, fino a impedirgli la celebrazione del sinodo diocesano. Il 18 settembre 1858 conferì l'ordinazione presbiterale a don Giuseppe Sarto, futuro papa Pio X.
Il 18 giugno 1860 venne trasferito alla sede vescovile di Vicenza - rimasta vacante per la morte di Giovanni Giuseppe Cappellari - in cui fece l'ingresso il 16 dicembre. Secondo il Mantese il suo trasferimento fu imposto dagli austriaci, che volevano a Vicenza un vescovo di loro piena fiducia, ben diverso dal predecessore Cappellari.
Era un momento politicamente molto difficile: erano trascorsi solo dieci anni dai moti insurrezionali del 1848 e la sudditanza all'Impero asburgico era vista come un giogo oppressivo; qualche mese prima il Regno di Sardegna si era annesso le Marche e l'Umbria, dopo avere sconfitto l'esercito pontificio e nonostante le proteste di Pio IX. In città si erano create forti tensioni tra i cattolici conservatori filo-austriaci e quelli che manifestavano idee liberali e favorevoli al prossimo regno d'Italia.
Lo stesso giorno del suo ingresso in diocesi il nuovo vescovo scrisse al clero e al popolo di Vicenza la sua prima lettera pastorale, che riprendeva un'altra emanata dal vicario capitolare il 3 maggio, nella quale richiamava l'unità di spirito e di sentimenti con il Papa e l'obbedienza al vescovo. La presa di posizione in favore del Papa fu interpretata in chiave politica come fedeltà all'imperatore d'Austria (al quale in effetti Antonio Farina era legato da riconoscenza) ed egli fu tacciato di essere "austriacante".
Secondo il Franzina, il nuovo vescovo creò un clima di rigore e oscurantismo verso clero e laici, molti dei quali - giudicati colpevoli ora di immoralità, ora di simpatie filo-italiane, liberali o unitarie - furono allontanati dai loro incarichi, come il rettore del seminario Antonio Graziani; il Farina anzi sollecitò regolarmente l'intervento delle autorità di polizia austriache per rendere più efficace questa repressione.
Indisse e presiedette nel 1863 il sinodo diocesano che non veniva celebrato dal 1689; una volta pubblicate le costituzioni sinodali, l'anno successivo iniziò la visita pastorale dapprima in città, poi nel resto della diocesi; percorse talvolta molta strada a piedi o con la mula, per raggiungere anche i paesini di montagna che non avevano mai visto un vescovo. Nel corso del 1866 la visita fu interrotta dalle vicende politiche - la terza guerra d'indipendenza e l'annessione del Veneto all'Italia - e queste diedero luogo a dimostrazioni di ostilità contro il vescovo.
Nella diocesi di Vicenza il Farina mise in atto un vasto programma di rinnovamento e svolse una imponente opera pastorale orientata alla formazione culturale e spirituale del clero e dei fedeli, all'insegnamento catechistico dei bambini, alla riforma degli studi e della disciplina nel seminario.
Istituì numerose confraternite per il soccorso ai poveri e ai sacerdoti anziani e per la predicazione di esercizi spirituali al popolo. Gli ultimi anni della vita furono contrassegnati da aperti riconoscimenti per la sua attività apostolica e la sua carità, ma anche da profonde sofferenze e da ingiuste accuse di fronte alle quali egli reagì con il silenzio, la tranquillità interiore e il perdono, con fedeltà alla propria coscienza.
Partecipò alle sessioni del Concilio Vaticano I fino al 14 giugno 1870, dovendo poi abbandonarlo per motivi di salute; così non poté partecipare alla sessione del 18 luglio, durante la quale fu proclamato il dogma dell'infallibilità pontificia. Per questa sua assenza fu fortemente attaccato dalla stampa liberale vicentina.
Dopo una prima grave malattia nel 1886, le sue forze fisiche si indebolirono gradatamente, tanto che la fine del 1887 la Santa sede gli accordò un coadiutore nella persona di Antonio Maria De Pol, che gli sarebbe successo nella cattedra vescovile. Un ictus lo portò alla morte il 4 marzo 1888; venne sepolto nella cappella del Cimitero maggiore della città, donde venne trasferito 10 anni dopo all'Istituto delle Suore di Santa Dorotea, oggi denominato Istituto Farina.

## Culto
Dopo la sua morte la fama di santità andò crescendo negli ambienti religiosi e civili; fin dal 1897 si cominciò a ricorrere alla sua intercessione per ottenere grazie e favori celesti. Nel processo di canonizzazione si attesta che nel 1978 una suora ecuadoriana, Inés Torres Cordova, colpita da grave tumore con metastasi diffuse, guarì miracolosamente dopo avere invocato il padre fondatore insieme alle sue consorelle.
Il 4 novembre 2001 fu dichiarato beato da papa Giovanni Paolo II e il 23 novembre 2014 venne proclamato santo da papa Francesco. Egli è così il primo vescovo della diocesi di Vicenza divenuto santo, dopo i due vescovi del Medioevo proclamati beati: Giovanni de Surdis Cacciafronte e Bartolomeo da Breganze.
La memoria liturgica ricorre il 4 marzo secondo il Martirologio Romano e il 14 gennaio nella diocesi di Vicenza.

## Genealogia episcopale
La genealogia episcopale è:
- Cardinale Scipione Rebiba
- Cardinale Giulio Antonio Santori
- Cardinale Girolamo Bernerio, O.P.
- Arcivescovo Galeazzo Sanvitale
- Cardinale Ludovico Ludovisi
- Cardinale Luigi Caetani
- Cardinale Ulderico Carpegna
- Cardinale Paluzzo Paluzzi Altieri degli Albertoni
- Papa Benedetto XIII
- Papa Benedetto XIV
- Papa Clemente XIII
- Cardinale Marcantonio Colonna
- Cardinale Giacinto Sigismondo Gerdil, B.
- Cardinale Giulio Maria della Somaglia
- Vescovo Modesto Farina
- Vescovo Giovanni Giuseppe Cappellari
- Vescovo Giovanni Antonio Farina